# عباس أباد (خدا أفرين)
عباس أباد هي قرية في مقاطعة خدا أفرين، إيران. عدد سكان هذه القرية هو 60 في سنة 2006.